# Distretto di Kushinagar
Kushinagar è un distretto dell'India di 2 891 933 abitanti. Capoluogo del distretto è Padrauna.